# Bird 1
«Bird 1» es una canción de la banda inglesa Underworld. Fue lanzado el 22 de noviembre de 2010 como el tercer sencillo de su octavo álbum de estudio, Barking. El track fue coproducido por Ali Shirazinia, más conocido como Dubfire, uno de los integrantes del dúo de música house, Deep Dish. Alcanzó la ubicación número 30 de la lista de música dance de los Estados Unidos.
El video musical fue dirigido por Dylan Kendle.

## Descripción
Con los latidos de Bird 1, Underworld directamente nos atrapan en su mundo, y nos arrastran a él irremisiblemente.Para la ocasión, la vibrante base rítmica, producida aquí por Dubfire, no es excesivamente acelerada, aunque va fluyendo hacia un clímax que llega con Always Loved a Film.

## Listado de canciones
| Descarga digital (Remixes) |                                            |          |  |
| N.º                        | Título                                     | Duración |  |
| 1.                         | «Bird 1» (Radio Edit)                      | 3:36     |  |
| 2.                         | «Bird 1» (LP Version)                      | 6:52     |  |
| 3.                         | «Bird 1» (Clouds Remix)                    | 4:39     |  |
| 4.                         | «Bird 1» (Clouds Remix Dub)                | 4:40     |  |
| 5.                         | «Bird 1» (SBTRKT Remix)                    | 5:22     |  |
| 6.                         | «Bird 1» (Lone Remix)                      | 5:22     |  |
| 7.                         | «Bird 1» (Lone Dub)                        | 5:21     |  |
| 8.                         | «Bird 1» (Tong & Rogers Praia Do Rosa Mix) | 8:19     |  |
| 9.                         | «Bird 1» (Mark Broom Vocal Mix)            | 8:08     |  |
| 10.                        | «Bird 1» (Mark Broom Dub)                  | 6:36     |  |